# Ивановка (Лопатинский район)
Ивановка — село в Лопатинском районе Пензенской области России. Входит в состав Чардымского сельсовета.

## География
Село находится в юго-восточной части Пензенской области, в пределах Приволжской возвышенности, в лесостепной зоне, на расстоянии примерно 8 километров (по прямой) к северо-северо-западу от села Лопатина, административного центра района. Абсолютная высота — 249 метров над уровнем моря.

### Климат
Климат характеризуется как умеренно континентальный, с тёплым летом и умеренно холодной зимой. Средняя температура воздуха самого холодного месяца (января) составляет −13,2 °C; самого тёплого месяца (июля) — 20 °C. Продолжительность периодов с температурой выше 0 °C — 208 дней, выше 5 °C — 170 дней, выше 10 °C — 136 дней. Годовое количество атмосферных осадков — 420—470 мм, из которых большая часть выпадает в тёплый период. Снежный покров держится в течение 131 дня.

### Часовой пояс
Село Ивановка, как и вся Пензенская область, находится в часовой зоне МСК (московское время). Смещение применяемого времени относительно UTC составляет +3:00.

## История
Основано как с. Ивановка «при речке Чистополке» генерал-майором Гавриилом Семеновичем Кропотовым в начале XVIII в. С 1780 г. – селение Петровского уезда Саратовской губернии. В 1795 г. – Ивановское, Чистое Поле тож, действительного статского советника и кавалера Аполлона Никифоровича Колокольцова и капитанши Прасковьи Никитичны Ляпуновой, 130 дворов, 499 ревизских душ. Перед отменой крепостного права с. Ивановское показано за: 1) Аполлоном Григорьевичем Колокольцовым, у него 133 ревизских души крестьян, 49 тягол (барщина), 357 дес. удобной земли (вся – лес и кустарник), сверх того 64 дес. неудобной земли, у крестьян 31 двор на 15,5 десятины усадебной земли, 450 дес. пашни, 10 дес. сенокоса, 3 дес. выгона; 2) Владимиром Колокольцовым, у него (вместе с д. Подгородной – видимо, у г. Петровска) 465 ревизских душ крестьян, 27 р.д. дворовых людей, 147 тягол на барщине и 49 тягол частично на барщине и частично на оброке (оброчные платили в год по 30 руб. с тягла, по одному барану, одной курице, по 10 яиц, 2 фунта масла, 85 коп. «харчевых» и по 15 аршин холста, а также трудовая повинность по 7 «сгонных» дней), 2816,6 дес. удобной земли, в том числе леса и кустарника 1662 дес., сверх того 234 дес. неудобной земли, у крестьян 128 дворов на 64 десятинах усадебной земли, 1111 дес. пашни, 50 дес. сенокоса, 37 дес. выгона; 3) Софьей Григорьевной Колокольцовой, у нее 193 ревизских души крестьян, 69 тягол на барщине, 20 – на оброке (оброчные платили в год с тягла по 20 руб., ½ барана, 1 курице, 10 яиц, 2 фунта коровьего масла и по 15 аршин холста), 1080,58 дес. удобной земли, в том числе леса и кустарника 550,57 дес., сверх того 211 дес. неудобной земли, у крестьян 51 двор на 26 десятинах усадебной земли, 503 дес. пашни, 20 дес. сенокоса, 13 дес. выгона. В 1877 г. – волостной центр Петровского уезда, 219 дворов, церковь, 5 ветряных мельниц, красильня. В 1911 г. – снова в Пылковской волости, три крестьянских общества (112, 95 и 102 дворов), церковь, земская школа. В 1921 г. в списке Пылковской волости Петровского уезда представлено аббревиатурой как одно село «Иван. Комаров.», 408 дворов.
С 1928 года село являлось центром сельсовета Лопатинского района Вольского округа Нижне-Волжского края. В 1955 г. – центр сельсовета, центральная усадьба колхоза имени Жданова. В 1980-е гг. — в составе Чардымского сельсовета, центральная усадьба совхоза «Ивановский». 

## Население
| 1795  | 1859  | 1877  | 1884  | 1911  | 1914  | 1921  |
| ----- | ----- | ----- | ----- | ----- | ----- | ----- |
| 998   | ↗1036 | ↗1281 | ↗1447 | ↗2031 | ↗2049 | ↗2669 |
| 1926  | 1939  | 1959  | 1979  | 1989  | 1996  | 2002  |
| ↘2303 | ↘1443 | ↘729  | ↘469  | ↘355  | ↘350  | ↘275  |
| 2010  |       |       |       |       |       |       |
| ↘217  |       |       |       |       |       |       |

### Национальный состав
Согласно результатам переписи 2002 года, в национальной структуре населения русские составляли 95 %.